# Grand Prix Formule 1 van Italië 1974
De Grand Prix Formule 1 van Italië 1974 werd gehouden op 8 september 1974 op Monza.

## Uitslag
| Positie | Nummer | Rijder               | Team              | Ronden | Tijd/Opgave         | Startplaats | Punten |
| ------- | ------ | -------------------- | ----------------- | ------ | ------------------- | ----------- | ------ |
| 1       | 1      | Ronnie Peterson      | Lotus-Ford        | 52     | 1:22:56.6           | 7           | 9      |
| 2       | 5      | Emerson Fittipaldi   | McLaren-Ford      | 52     | + 0.8               | 6           | 6      |
| 3       | 3      | Jody Scheckter       | Tyrrell-Ford      | 52     | + 24.7              | 12          | 4      |
| 4       | 20     | Arturo Merzario      | Iso Marlboro-Ford | 52     | + 1:27.7            | 15          | 3      |
| 5       | 8      | Carlos Pace          | Brabham-Ford      | 51     | + 1 Ronde           | 3           | 2      |
| 6       | 6      | Denny Hulme          | McLaren-Ford      | 51     | + 1 Ronde           | 19          | 1      |
| 7       | 28     | John Watson          | Brabham-Ford      | 51     | + 1 Ronde           | 4           |        |
| 8       | 26     | Graham Hill          | Lola-Ford         | 51     | + 1 Ronde           | 21          |        |
| 9       | 33     | David Hobbs          | McLaren-Ford      | 51     | + 1 Ronde           | 23          |        |
| 10      | 16     | Tom Pryce            | Shadow-Ford       | 50     | + 2 Ronden          | 22          |        |
| 11      | 4      | Patrick Depailler    | Tyrrell-Ford      | 50     | + 2 Ronden          | 10          |        |
| DNF     | 11     | Clay Regazzoni       | Ferrari           | 40     | Motor               | 5           |        |
| DNF     | 12     | Niki Lauda           | Ferrari           | 32     | Motor               | 1           |        |
| DNF     | 2      | Jacky Ickx           | Lotus-Ford        | 30     | Gaspedaal           | 16          |        |
| DNF     | 27     | Rolf Stommelen       | Lola-Ford         | 25     | Ophanging           | 14          |        |
| DNF     | 21     | Jacques Laffite      | Iso Marlboro-Ford | 22     | Motor               | 17          |        |
| DNF     | 17     | Jean-Pierre Jarier   | Shadow-Ford       | 19     | Motor               | 9           |        |
| DNF     | 10     | Vittorio Brambilla   | March-Ford        | 16     | Ongeluk             | 13          |        |
| DNF     | 29     | Tim Schenken         | Trojan-Ford       | 15     | Versnellingsbak     | 20          |        |
| DNF     | 7      | Carlos Reutemann     | Brabham-Ford      | 12     | Versnellingsbak     | 2           |        |
| DNF     | 9      | Hans Joachim Stuck   | March-Ford        | 11     | Chassis             | 18          |        |
| DNF     | 15     | Henri Pescarolo      | BRM               | 3      | Motor               | 25          |        |
| DNF     | 24     | James Hunt           | Hesketh-Ford      | 2      | Motor               | 8           |        |
| DNF     | 37     | François Migault     | BRM               | 1      | Versnellingsbak     | 24          |        |
| DNF     | 14     | Jean-Pierre Beltoise | BRM               | 0      | Elektrisch probleem | 11          |        |
| DNQ     | 19     | José Dolhem          | Surtees-Ford      |        |                     |             |        |
| DNQ     | 31     | Carlo Facetti        | Brabham-Ford      |        |                     |             |        |
| DNQ     | 18     | Derek Bell           | Surtees-Ford      |        |                     |             |        |
| DNQ     | 25     | Mike Wilds           | Ensign-Ford       |        |                     |             |        |
| DNQ     | 30     | Chris Amon           | Amon-Ford         |        |                     |             |        |
| DNQ     | 23     | Leo Kinnunen         | Surtees-Ford      |        |                     |             |        |

## Statistieken
| Pole-position | Niki Lauda  | Ferrari      | 1:33.16 |
| Snelste ronde | Carlos Pace | Brabham-Ford | 1:34.2  |

## Noot
- Dit was het debuut van de Italiaanse coureur Carlo Facetti.
- Dit was de zesde opeenvolgende pole position voor Niki Lauda, en hiermee evenaarde hij het record van Stirling Moss. Moss begon zes opeenvolgende keren vooraan tussen de Grote Prijs van Portugal van 1959 en de Grote Prijs van Nederland van 1960 - hierbij wordt de Indianapolis 500 van 1960 niet meegeteld omdat dit technisch gezien geen Grand Prix was, hoewel het wel meetelde voor het Formule 1 Wereldkampioenschap. Moss' record was over twee seizoenen heen verspreid, terwijl Lauda dit in één seizoen deed.

1921 · 1922 · 1923 · 1924 · 1925 · 1926 · 1927 · 1928 · 1931 · 1932 · 1933 · 1934 · 1935 · 1936 · 1937 · 1938 · 1947 · 1948 · 1949 · 1950 · 1951 · 1952 · 1953 · 1954 · 1955 · 1956 · 1957 · 1958 · 1959 · 1960 · 1961 · 1962 · 1963 · 1964 · 1965 · 1966 · 1967 · 1968 · 1969 · 1970 · 1971 · 1972 · 1973 · 1974 · 1975 · 1976 · 1977 · 1978 · 1979 · 1980 · 1981 · 1982 · 1983 · 1984 · 1985 · 1986 · 1987 · 1988 · 1989 · 1990 · 1991 · 1992 · 1993 · 1994 · 1995 · 1996 · 1997 · 1998 · 1999 · 2000 · 2001 · 2002 · 2003 · 2004 · 2005 · 2006 · 2007 · 2008 · 2009 · 2010 · 2011 · 2012 · 2013 · 2014 · 2015 · 2016 · 2017 · 2018 · 2019 · 2020 · 2021 · 2022 · 2023 · 2024 · 2025